# 多賀利寛 (小惑星)
多賀利寛（たがとしひろ、18524 Tagatoshihiro）は、小惑星帯に位置する小惑星の1つである。北海道北見市で円舘金と渡辺和郎によって発見された。名前は鳥取県の天文学者・多賀利寛にちなむ。